# 阴历

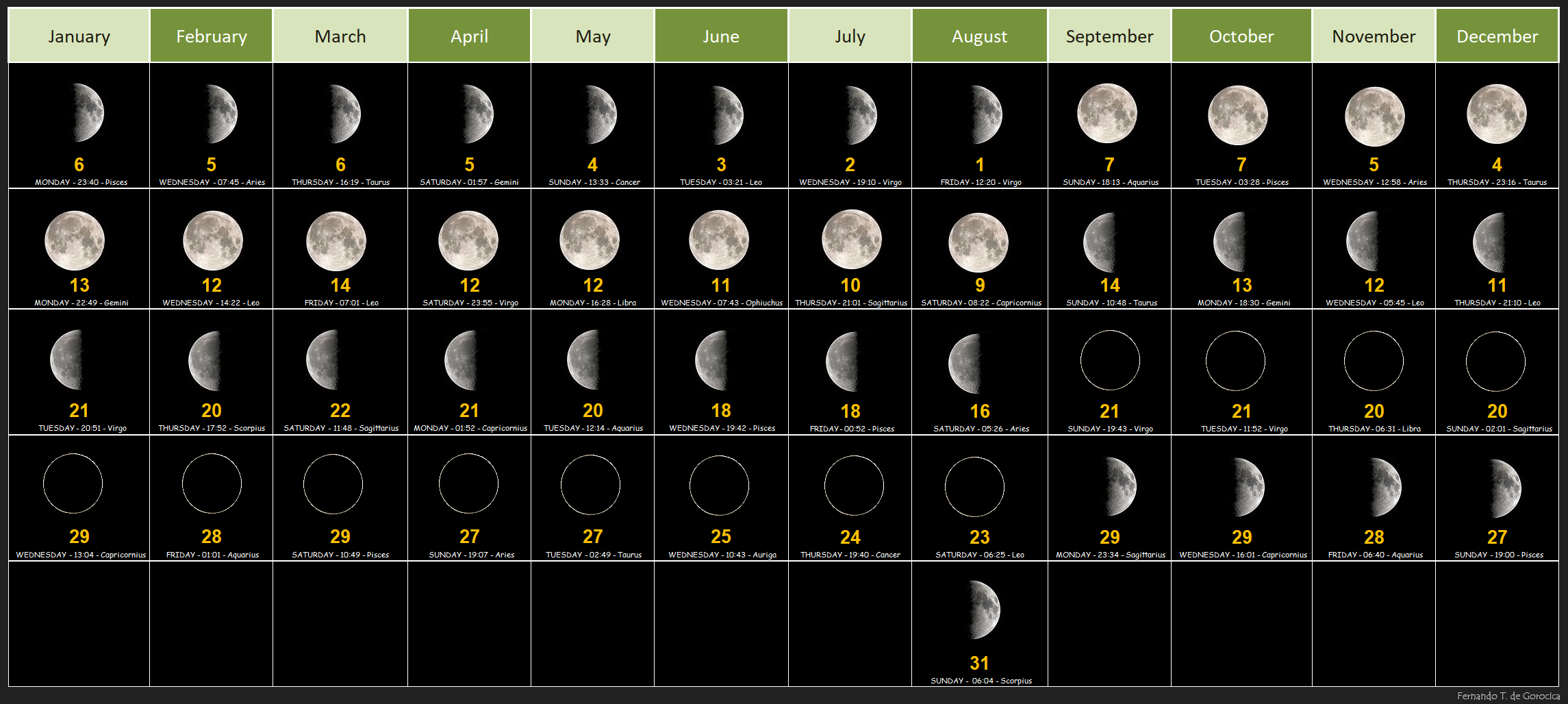
2025年的陰曆月

陰曆是基於月球的相位週期（朔望月、月曆）的曆。與陽曆相比，陽曆的年週期基於太陽年，以及陰陽曆，其通過某種過程，例如通過置閏 – 插入閏月與太陽年對齊。最廣泛依觀測使用的陰曆是伊斯蘭曆。月份開始時間的詳細資訊因曆法而異，有些使用新月、滿月或眉月，而另一些則採用詳細計算。
由於每個月相週期大約是29+1⁄2日，陰曆月在29和30日之間交替是很常見。由於12個這樣的陰曆週期，即「陰曆年」，是354天8小時48分34秒（354.36707日），陰曆比太陽年短11到12天。在不使用農曆置閏的陰曆中，陰曆月份在 33-34陰曆年週期的過程中，循環穿過太陽年的所有季節（例如，參見伊斯蘭年份列表）。

## 歷史
學者們認為，古代獵人早在舊石器時代晚期就定期對月球進行觀測。撒母耳·梅西（Samuel L. Macey）將月球作為時間測量依據追溯到28,000-30,000年前。
陰曆最早是由西亞人（及兩河流域的人）發明，在天文學中與陽曆對應，指主要按月球的月相週期来安排的曆法；不依據地球圍繞太陽公轉軌道位置。它的一年有12個朔望月，约354或355日
在農業氣象學中，陰曆略微不同於農曆、殷曆、古曆、舊曆，是指中國傳統上使用的農曆。而在天文學中認為農曆實際上是一種陰陽曆。
在古代農業經濟中，春天播種、秋天收耕，本來陽曆應更能反映農業週期，但不少古代曆法都是依據月相制定，一個推測是黑夜中的月球特別容易觀察，月球盈虧一目了然，直至天文技術成熟後，他們才能觀察到太陽在曆法中的作用。

## 陰曆的月初
陰曆和陰陽曆對哪一天是每月的第一天是不同的。有些是基於第一次看到新月，例如大多數伊斯蘭教所遵循的回曆。或者，在一些陰陽曆中，例如希伯來曆和中國曆法，一個月的第一天是發生在特定時區的天文新月。其它還有，例如某些印度曆法，每個月都從滿月後的第二天開始。

## 陰曆月的長度
每個月相週期的長度與平均值略有不同。此外，觀測結果還受到不確定性和天氣條件的影響。因此，為了盡量減少不確定性，人們嘗試創建固定的算術規則來確定每個日曆月的開始時間。其中最著名的是 伊斯蘭曆表：簡而言之，它有一個30年的週期，有11個閏年為355 日，19年為354日。從長遠來看，精確到大約2,500個太陽年或2,570個陰曆年誤差一天。短期內，它也會偏離觀察最多一兩天左右。該演算法由穆斯林天文學家在8世紀引入，用於預測第一個新月的大致日期，用於確定伊斯蘭陰曆。

## 陰曆列表
- 伊斯蘭回曆[b]
- 爪哇曆[c]

## 陰陽曆
大多數被稱為「陰曆」的日曆都是陰陽曆。它們的月份基於對月球週期的觀測，使用週期性的置閏，將它們總體恢復到與太陽年一致。古埃及中使用的太陽曆，民用曆顯示出其起源於早期陰曆的痕跡，陰曆繼續與它一起用於宗教和農業目的。現存的陰陽曆包括中國的農曆、韓曆、越南曆、印度曆、希伯來曆和泰國陰曆。
最常見的置閏形式是每兩年或第三年增加一個月。一些陰陽曆還受到受月球週期和太陽週期影響的年度自然事件進行校準。這方面的一個例子是班克斯群島的陰陽曆，其中包括可食用的帕洛洛蟲在海灘上大量繁殖的三個月。因為帕洛洛斯的繁殖週期與月相同步，這些事件發生在陰曆月的最後一季。

## 註解
1. ↑  伊朗實行太陽回曆，純粹是太陽曆。
2. ↑  伊朗境外絕大多數穆斯林使用的日曆
3. ↑  公元1633年改革後